# أليكس سميث (لاعب كرة قدم بريطاني)

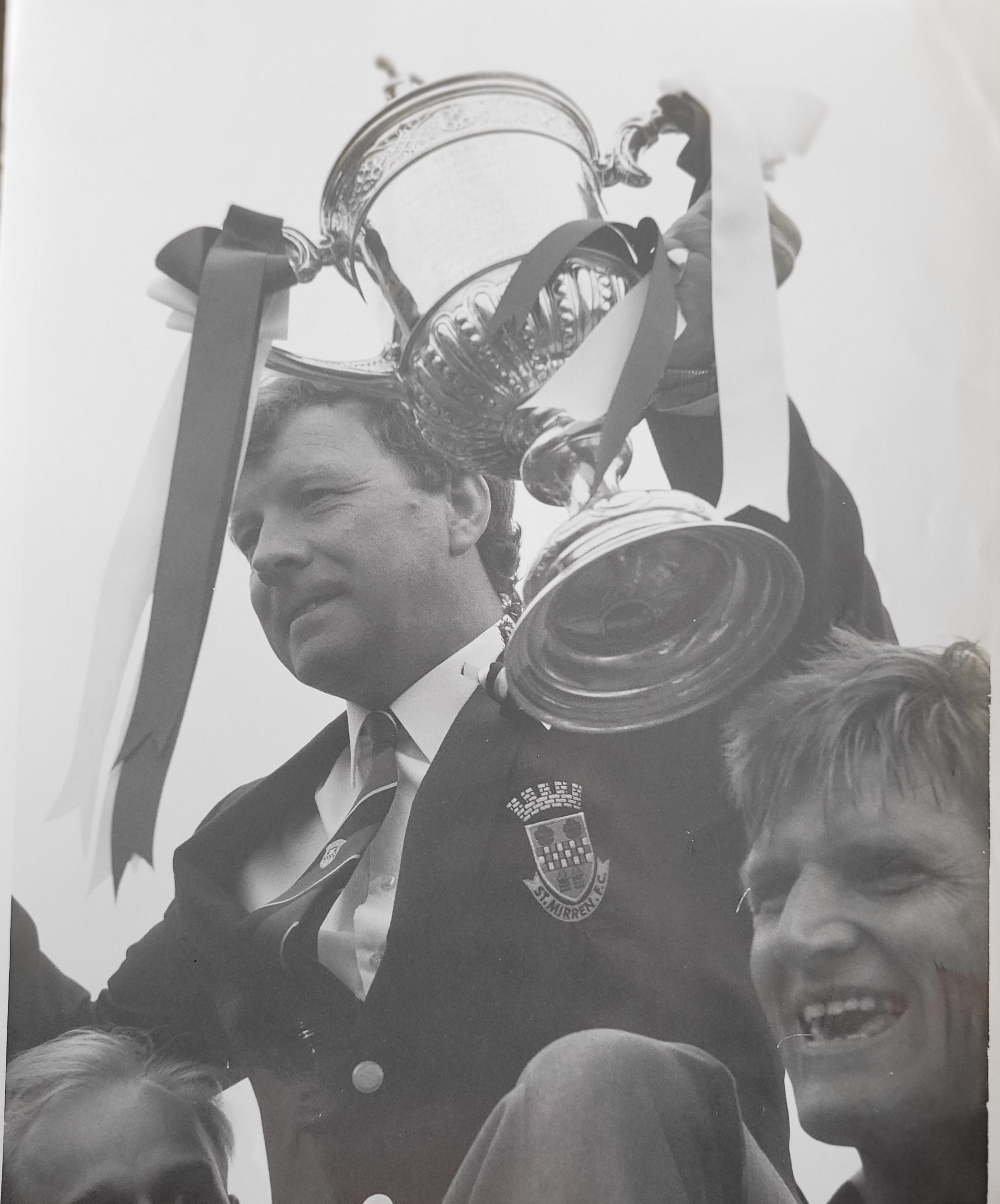

أليكس سميث (بالإنجليزية: Alex Smith)‏ (25 ديسمبر 1939 في المملكة المتحدة - ) هو مدرب كرة قدم ولاعب كرة قدم بريطاني في مركز مهاجم داخلي. لعب مع نادي كيلمارنوك ونادي ستنهاوسموير ونادي ستيرلينغشير الشرقية ونادي ستيرلينغ ألبيون ونادي ألبيون روفرز.

## وصلات خارجية
- أليكس سميث على موقع قاعدة بيانات كرة القدم.إي يو (الإنجليزية)